# توماس وليم هانغرفورد
توماس وليم هانغرفورد (بالإنجليزية: Thomas William Hungerford)‏ هو رياضياتي أمريكي، ولد في 1936 في أوك بارك في الولايات المتحدة، وتوفي في 28 نوفمبر 2014 في سانت لويس في الولايات المتحدة.